# Сен Беноа
Сен Беноа (фр. Saint-Benoît, Réunion) град је у Француској, у департману Реинион.
По подацима из 1999. године број становника у месту је био 31.560.

## Демографија
| 1999.  | 2011.  |
| ------ | ------ |
| 31.560 | 35.733 |